# Walka Raya Manciniego z Kimem Duk-koo
Walka Raya Manciniego z Kimem Duk-koo – bokserska walka o zawodowe mistrzostwo świata World Boxing Association w wadze lekkiej, która odbyła się 13 listopada 1982 roku na terenie hotelu Caesars Palace w Las Vegas. Mancini (obrońca tytułu) pokonał Kima przez nokaut w 19. sekundzie 14. rundy. Koreański pięściarz zmarł 4 dni później na skutek odniesionych podczas walki obrażeń mózgu. Jego śmierć przyczyniła się do wprowadzenia zmian w zawodowym boksie, mających na celu poprawę ochrony zdrowia i życia pięściarzy.

## Tło
Amerykanin Ray „Boom Boom” Mancini był wschodzącą gwiazdą światowego pięściarstwa. Dzięki agresywnemu, bazującemu na ciągłej ofensywie stylowi walki cieszył się popularnością kibiców i mediów. Nie był obdarzony pojedynczym nokautującym ciosem, lecz dzięki świetnemu przygotowaniu kondycyjnemu i umiejętności zadawania seriami szybkich kombinacji ciosów, wygrywał większość walk przed czasem. Mimo zaledwie 21 lat, w chwili walki z Kimem był już doświadczonym pięściarzem, mającym w dorobku 25 zawodowych walk, w tym kilka z rywalami światowej klasy. W 1981 roku zmierzył się z utytułowanym Alexisem Argüello o mistrzostwo świata WBC. Choć przegrał w 14. rundzie przez TKO, stoczył z Nikaraguańczykiem zaskakująco wyrównaną walkę, co więcej do 13. rundy wygrywał ją na punkty. Dzięki dobremu występowi przeciwko Argüello, 8 maja 1982 roku otrzymał szansę walki o mistrzostwo drugiej światowej organizacji – WBA. Wykorzystał ją, pokonując dotychczasowego mistrza Arturo Friasa w pierwszej rundzie przez TKO. Dwa miesiące później obronił pas w walce z byłym mistrzem, Ernesto Espanią (TKO w 6. rundzie). Kolejnym wyznaczonym przez WBA rywalem Amerykanina miał być Koreańczyk Kim Duk-koo.
W przeciwieństwie do Manciniego Kim był w USA bokserem niemal nieznanym. Spośród swych 19 zawodowych walk wygrał 17, jednak tylko jedną z nich stoczył poza swoją ojczyzną. Ponadto nie miał w dorobku żadnej walki z renomowanym rywalem (poza zwycięstwem na punkty nad kończącym karierę rodakiem, Kim Kwang Minem, byłym pretendentem do mistrzostwa świata WBA w wadze superpółśredniej). Zdaniem wielu komentatorów nie był on jeszcze przygotowany do zmierzenia się z tak mocnym rywalem jak Mancini, a pozycję pretendenta numer 1 do tytułu WBA przyznała mu na wyrost.
Obaj pięściarze posiadali taki sam zasięg ramion (165 cm). Koreańczyk był nieznacznie wyższy (168 cm, przy 164 Manciniego). Podczas oficjalnego ważenia obaj ważyli podobnie – ok. 61 kg. Kim miał jednak problemy z osiągnięciem regulaminowego limitu 135 funtów (61,235 kg) i musiał gwałtownie chudnąć w ciągu kilku dni poprzedzających starcie. Był więc osłabiony z powodu odwodnienia.

## Przebieg walki
Walka odbyła się w sobotnie popołudnie 13 listopada 1982 roku w Las Vegas, na tyłach hotelu Caesars Palace. Wokół zbudowanego na wolnym powietrzu ringu zasiadło ponad 6500 widzów, w tym Frank Sinatra i Bill Cosby. Gala była transmitowana na żywo przez stację CBS.
Mancini rozpoczął w swoim stylu – agresywnie, wyprowadzając liczne kombinacje ciosów. Kim – walczący z odwrotnej pozycji – odpowiadał na nie równie często własnymi. Starcie było niespodziewanie wyrównane, ale też brutalne. Obaj bokserzy przyjęli wiele silnych uderzeń, jednak to Mancini wydawał się bardziej odczuwać ich skutki. W trzeciej rundzie doznał on głębokiego rozcięcia lewego ucha, a także kontuzji lewej dłoni, która zaczęła gwałtownie puchnąć. Od ósmej rundy walczył też z zapuchniętym lewym okiem. Koreańczyk swą przewagę podkreślił pod koniec dziewiątej rundy, gdy jego mocny lewy sierpowy zachwiał mistrzem. Jak przyznał sam Mancini, na tym etapie walki jego rywal był szybszy i wyprzedzał jego ciosy. Ponadto bolesna kontuzja dłoni sprawiła, że Amerykanin nie mógł uderzać z pełną siłą i rozważał nawet poddanie pojedynku. Od dziesiątej rundy Kim zaczął jednak wyraźnie słabnąć i spowalniać tempo walki licznymi klinczami, za co został ukarany przez sędziego ringowego Richarda Greena odjęciem punktu.
Wraz z początkiem jedenastej rundy mistrz zupełnie przejął inicjatywę, spychając pretendenta do defensywy. Dwunaste starcie stało również pod znakiem dominacji Amerykanina, punktującego ciosami z dystansu. Trzynastą rundę Mancini rozpoczął gwałtownym atakiem na słabnącego rywala, który przyjął bez żadnej reakcji serię 39 ciosów, głównie w głowę. Dopiero pod jej koniec Kim zdołał z trudem opanować kryzys, samemu zadając kilka uderzeń. Żuchwa Koreańczyka była wyraźnie spuchnięta, prawdopodobnie złamana, mimo to wyszedł on do przedostatniej, czternastej rundy.
Wraz z rozpoczynającym rundę gongiem obaj bokserzy ruszyli energicznie naprzód. Kim zamarkował cios lewy sierpowy, na co Mancini odpowiedział kombinacją lewy-prawy sierpowy. Pretendent zadał następnie dwa ciosy w korpus, jednak został skontrowany mocnym lewym sierpowym w szczękę. Zamroczony Kim opuścił ręce, co natychmiast wykorzystał Mancini, powalając go na deski ringu kombinacją prawy-lewy sierpowy-prawy prosty.
Mimo ciężkiego nokdaunu, wpółprzytomny Koreańczyk zdołał z trudem powstać, chwytając się lin ringu. Sędzia Richard Green zdecydował się jednak przerwać walkę, ogłaszając nokaut w dziewiętnastej sekundzie czternastej rundy. Wkrótce potem Kim zemdlał w swoim narożniku. Mimo udzielenia mu pierwszej pomocy przez lekarza ringowego nie odzyskał przytomności i został wyniesiony na noszach z ringu.

## Śmierć Kima
Koreańczyk zapadł w śpiączkę. Brał zaledwie cztery wdechy na minutę, gdy transportowano go ambulansem do Desert Springs Hospital. Tam przez 2,5 godziny operował go neurochirurg, dr Lonnie Hammargren. Usunął on z prawej półkuli mózgu boksera rozległy zakrzep, który powstał na skutek pęknięcia naczynia krwionośnego. Pęknięcie to było zdaniem lekarza „spowodowane najprawdopodobniej jednym, potężnym uderzeniem w głowę”. Dwie godziny po operacji Hammergren oświadczył, że stan Kima jest beznadziejny, a jego mózg doznał znacznego obrzęku i śmiertelnych obrażeń.
Pięściarza utrzymywano przy życiu jeszcze przez cztery dni za pomocą respiratora. Jego mózg powoli jednak obumierał. W końcu 17 listopada stwierdzono zgon i odłączono aparaturę podtrzymującą życie.

## Reakcje i skutki
Cztery miesiące po śmierci Kima jego zmagająca się z traumą matka popełniła samobójstwo. 1 lipca 1983 roku z nieznanych przyczyn pozbawił się życia sędziujący pojedynek Richard Green (nie był obwiniany za tragiczny finał walki i zdaniem wielu komentatorów nie miał dostatecznych podstaw, aby przerwać ją przed czternastą rundą). Ray Mancini, choć twierdził, że śmierć Kima nie miała nigdy wpływu na jego karierę, zmagał się z depresją i według swego promotora „nie był już nigdy tym samym bokserem”. Niespełna dwa lata później stracił tytuł i po raz pierwszy postanowił zakończyć karierę (ostatecznie uczynił to w 1992 roku).
Pomimo iż śmiertelne wypadki w boksie zdarzały się już wcześniej, fakt że stawką walki było mistrzostwo świata i była ona transmitowana na żywo przez telewizję, przyczynił się do sprowokowania ogólnoświatowej debaty na temat przyczyn tragedii i sposobów uniknięcia podobnych zdarzeń w przyszłości.
Bob Arum – współorganizator walki, a zarazem jeden z najbardziej wpływowych promotorów zawodowego pięściarstwa – wezwał do „zawieszenia boksu” na kilka miesięcy i powołania specjalnej komisji mającej na celu wyjaśnienie przyczyn tragedii. Zaapelował również o wprowadzenie obowiązkowych ochraniaczy głowy i bardziej miękkich rękawic.
Organizacja WBC jeszcze w 1982 roku uchwaliła skrócenie sankcjonowanych przez nią walk o mistrzostwo świata z piętnastu do dwunastu rund, powołując się na badania wykazujące, że zawodnicy doznają najwięcej obrażeń właśnie podczas trzech ostatnich rund. Pięć lat później w jej ślady poszły również WBA i IBF, dzięki czemu maksymalnie dwunastorundowe walki stały się standardem w zawodowym boksie. Zwiększono również liczbę lin wokół ringu do sześciu, aby zmniejszyć ryzyko wypadnięcia z niego. Ponadto wprowadzono obligatoryjne specjalistyczne badania lekarskie zawodników przed i po każdej walce, obejmujące między innymi EKG, badania płuc, mózgu i testy krwi. Przedtem pięściarz mógł zostać dopuszczany do walki zaledwie na podstawie pomiaru pulsu i ciśnienia krwi.